# Elizabeth Zachariadou
Elizabeth A. Zachariadou (en griego Ελισάβετ Α. Ζαχαριάδου, 1931-26 de diciembre de 2018) fue una historiadora griega especializada en estudios turcos y considerada una autoridad en los periodos iniciales del Imperio otomano (ca. 1300-1600).
En 1966  se casó con el bizantinista Nikolaos Oikonomides (1934-2000). La pareja se exilió en Canadá poco después debido al golpe de Estado de 1967 y el subisiguiente establecimiento del régimen de los coroneles en Grecia.
Después de estudiar en la Escuela de Estudios Orientales y Africanos de la Universidad de Londres, fue nombrada profesora  de estudios turcos en la Universidad de Creta de 1985 a 1998. Ahí fundó junto con Vasilis Dimitriadis el programa de Estudios Turcos del Instituto de Estudios Mediterráneos en Rétino. En 1990  obtuvo un doctorado honorario de la Universidad de Ankara y en 1993 fue nombrada miembro de la Academia Europaea.

## Trabajos
- Το Χρονικό των Τούρκων Σουλτάνων (του βαρβερινού ελληνικού κώδικα 111) και το ιταλικό του πρότυπο ("The Chronicle of the Turkish Sultans (cod. gr. Barberini 111) and its Italian original"), Tesalónica 1960
- Trade and Crusade, Venetian Crete and the Emirates of Menteshe and Aydin (1300-1415), Venecia 1983
- Romania and the Turks (c.1300 - c.1500), Variorum Reprints, Londres 1985, ISBN 0-86078-159-30-86078-159-3
- Ιστορία και θρύλοι των παλαιών σουλτάνων, 1300-1400 ("History and legends of the old sultans, 1300-1400"), Cultural Foundation of the National Bank of Greece, 1991 ISBN 978-960-250-059-0978-960-250-059-0. (Segunda edición 1999)
- Δέκα τουρκικά έγγραφα για την Μεγάλη Εκκλησία (1483-1567) - Ten Turkish documents concerning the Great Church (1483-1567), Hellenic National Research Institute: Institute for Byzantine Research, 1996, ISBN 978-960-7094-69-8978-960-7094-69-8
- Studies in pre-Ottoman Turkey and the Ottomans, Ashgate Variorum, 2007
- with Anthony Luttrell, Πηγές για την τουρκική ιστορία στα αρχεία των Ιπποτών της Ρόδου, 1389-1422 - Sources for Turkish History in the Hospitallers' Rhodian Archive, 1389-1422, Hellenic National Research Institute: Institute for Byzantine Research, 2009 ISBN 978-960-371-051-6978-960-371-051-6
- with Gülsün Ayvali, Antonis Xanthynakis, Το χρονικό των Ουγγροτουρκικών πολέμων (1443-1444) ("Chronicle of the Hungarian-Ottoman wars (1443-1444)"), Crete University Press, Rethymno 2005, ISBN 978-960-524-217-6978-960-524-217-6

Como editora, fue responsable de la publicación de los primeros cuatro simposions internacionales del programa de Estudios Turcos del Instituto de Estudios Mediterráneos:
- The Ottoman Emirate, ca. 1300–1389. Halcyon Days in Crete I: A Symposium Held in Rethymnon, 11–13 January 1991, Crete University Press, Rethymno 1994, ISBN 978-960-7309-58-7978-960-7309-58-7
- The Via Egnatia under Ottoman Rule, 1380–1699. Halcyon Days in Crete II: A Symposium Held in Rethymnon, 9–11 January 1994, Crete University Press, Rethymno 1997 ISBN 978-960-524-017-2978-960-524-017-2
- Natural Disasters in the Ottoman Empire. Halcyon Days in Crete III: A Symposium Held in Rethymnon, 10–12 January 1997, Crete University Press, Rethymno 1999, ISBN 978-960-524-092-9978-960-524-092-9
- The Kapudan Pasha: His Office and Ηis Domain. Halcyon Days in Crete IV: A Symposium held in Rethymnon, 7–9 January 2000, Crete University Press, Rethymno 2002, ISBN 978-960-524-151-3978-960-524-151-3